# ديكر كورنر (ويسكونسن)
ديكر كورنر هي منطقة فردية في بلدة سيداربورغ التابعة لمقاطعة أوزاوكي في ويسكونسن بالولايات المتحدة.
سُمّيت ديكر كورنر باسم العائلة التي كانت تعيش في المنطقة.